# Alphonse Asselbergs
Alphonse Asselbergs (Brussel, 19 juni 1839 – Ukkel, 10 april 1916) was een Belgisch kunstschilder met een voorkeur voor landschappen en bosgezichten.

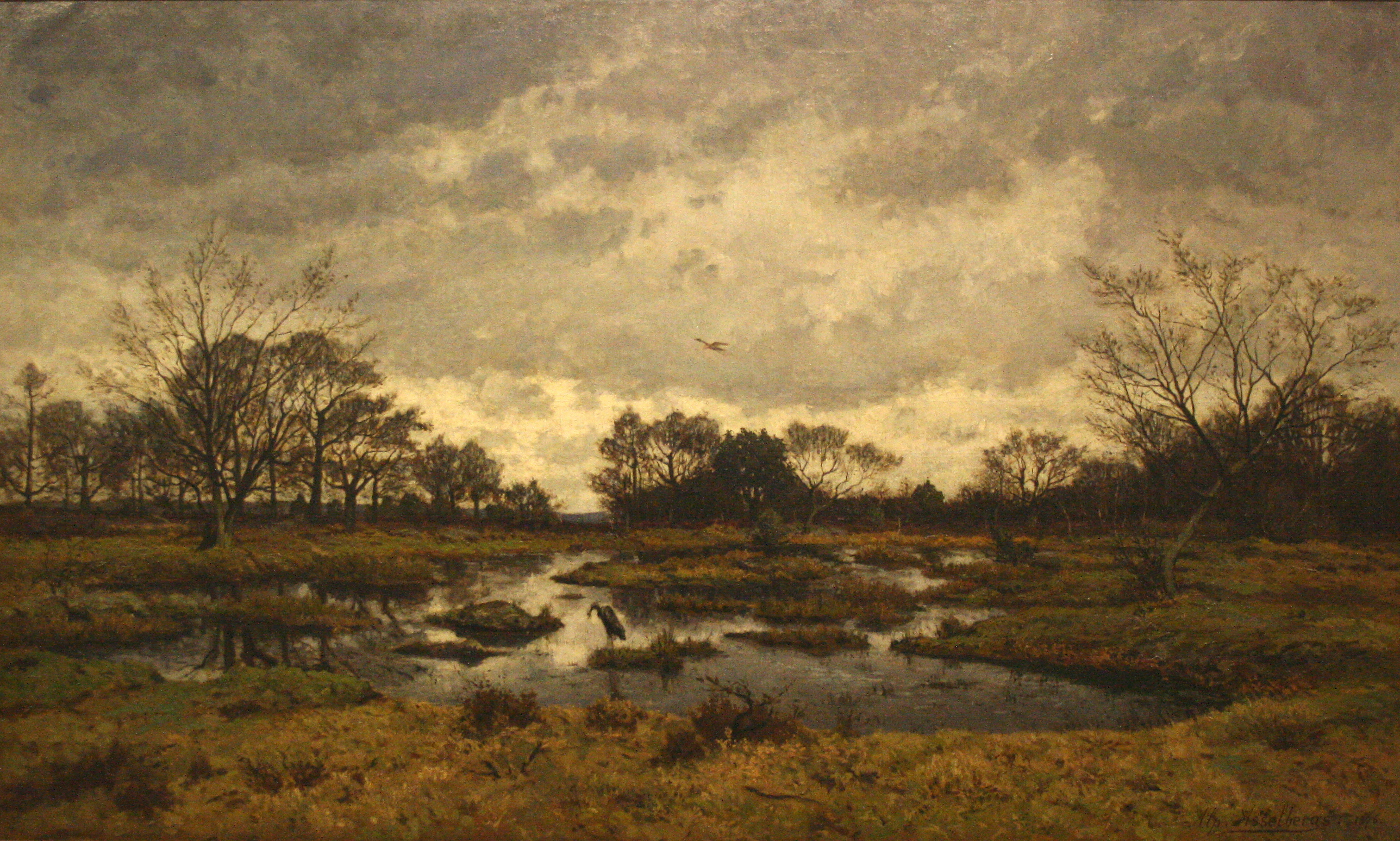
"Maartse dag aan de Mare-aux-fées" (1876)
KMSK Brussel

## Jeugd
Hij werd geboren in welstellend middenstandersgezin. Zijn vader Henri Asselbergs had een papierhandel in Brussel en was lid van de vrijmetselaarsloge. Alphonse en zijn broer Emile liepen school in het plaatselijk atheneum. Op twintigjarige leeftijd begon hij te werken in het bedrijf van zijn vader.

## Opleiding
Hij had de landschapschilder Edouard Huberti (1818-1880), een grote voorstander van het schilderen in de vrije natuur, leren kennen in 1860 en reeds hetzelfde jaar kocht Asselbergs enig schildergerief. In 1861 schilderde hij zijn eerste olieverfschilderijen naar de natuur in de Kempen. Maar hij bleef twijfelen tot 1867 tussen zijn luxeleventje en een bestaan als kunstenaar. Hij volgde lessen in schermen en paardrijden en schuimde de theaters en de mondaine bals af.
Hij kreeg vanaf augustus 1863 zijn opleiding bij Huberti, toen ze samen trokken naar de vrije natuur nabij de watermolen in Warnant (deelgemeente van Anhée in de provincie Namen). Hij maakte hier kennis met Théodore T'Scharner (1826-1906), die een opleiding tot landschapschilder had gehad bij Ferdinand Marinus aan de academie van Namen. Ze zouden samen schilderen in de Ardennen en de Hoge Venen.
In de zomer van 1866 vertrok hij met Huberti naar de kunstenaarskolonie van Anseremme. Hij schilderde nog in Blankenberge, Terhulpen, Duffel en Francorchamps. Huberti was ondertussen al enkele malen naar Tervuren geweest en had er de landschapschilder Hippolyte Boulanger leren kennen en zijn vernieuwde visie op het schilderen in de openlucht. Via Huberti kwam Asselbergs ook in aanraking met deze opvattingen.

## School van Tervuren
Hij maakte een duidelijke keuze. De familieonderneming werd stilgelegd in 1866 en op 6 september 1867 vervoegde hij zich bij de schilders in Tervuren. Hij stapte af van zijn luxeleventje en huurde een eenvoudige kamer in de kunstenaarsherberg "In den Vos". Hij verbleef dan geregeld in Tervuren tot einde 1871. Hij geraakte er bevriend met Hippolyte Boulenger, Joseph-Théodore Coosemans en vele anderen uit deze School van Tervuren. Dit was de Belgische tegenhanger van de School van Barbizon. Deze beweging probeerde zich te bevrijden van een te stug academisme, zich in de natuur onder te dompelen en de vrijheid van de kunstenaar te manifesteren. Deze trend noemt men ook het "plein-airisme". Asselbergs werd spoedig beschouwd als één der belangrijkste figuren in deze beweging, hoewel zijn werken uit die periode nog niet hun volle rijpheid hadden bereikt.
Samen met Boulanger, het boegbeeld van deze beweging , en anderen bracht hij de bosgezichten en landschappen uit de omgeving op doek. Reeds in 1868 kreeg hij goede kritieken op het Salon van Gent. Maar hij schilderde eveneens in Dinant en de Maasstreek, net als Boulanger.
Hij was een medestichter in 1868 van de Brusselse kunstkring Société Libre des Beaux-Arts, een vereniging die zich afzette tegen het academisme. Hij nam deel aan het Salon van Brussel van 1869.

## Limburgse Kempen en deGenkse School
Asselbergs verliet Tervuren in oktober 1871 en vertrok voor een kort verblijf naar Théodore T'Scharner in Eisden. Samen met hem trekt hij door het specifieke landschap van de Limburgse Kempen. Vooral Kinrooi en Genk vielen in zijn smaak en hij zou er regelmatig terugkeren, samen met o.a. Eduard Huberti, Joseph Coosemans en Theodore T'Scharner.
Vanaf 1872 verbleef hij een viertal maanden in een kleine hut in Kinrooi. Tijdens deze periode maakte hij regelmatige korte uitstappen naar Genk. Hij wordt dan ook gerekend tot de zogenaamde Genkse School, waarvan hij zeker een van de vroege vertegenwoordigers is.

## Algerije
In de periode oktober 1873 - juni 1874 verbleef hij samen met Arthur Bouvier in Algerije. Dit resulteerde in een aantal oriëntalistische doeken, zoals “De kasba in Algiers”. Deze kasba vond hij zelf zijn beste werk maar zijn Algerijnse werken waren geen commercieel succes. Bij zijn dood stond nog al zijn Algerijns werk in zijn atelier, niettegenstaande dat ze op veel tentoonstellingen waren vertoond.

## Barbizon
Na zijn terugkeer uit Algerije verbleef hij in de winter van 1874 - 1875 in Genk. Maar ook in deze rustige omgeving kon zijn onzekere natuur niet tot rust komen. Hij verlangde te gaan naar Barbizon, de bron van het plein-airisme en de werken van Théodore Rousseau ter plaatse te bestuderen. Hij vertrok, samen met Joseph-Théodore Coosemans, in 1875 op studiereis naar het Woud van Fontainebleau. Later was hij in het gezelschap van Théodore Baron. Asselbergs heeft er enkele grootse landschappen op doek gezet zoals "Maartse dag aan de Mare-aux-fées" (1876; aangekocht in 1877 door de Belgische Staat; KMSK Brussel), "Le Bas-Bréau" en "Les Gorges d'Apremont". Ook het "Sneeuwlandschap" in het nabijgelegen dorpje Marlotte kon hem bekoren (Hof van Merlijn, Tervuren). Hij behaalde met deze werken een zeker succes op verschillende Salons.

## Terug in België
De grootsheid en de pracht van de natuur in het Woud van Fontainebleau deed hem inzien dat de plekjes die hij in België had geschilderd de vergelijking konden doorstaan. Hij besloot in het voorjaar van 1877 naar België terug te keren. Hij woonde in Ukkel met als atelier een ronde toren met kantelen langs een straat die nu naar hem is genoemd. Maar hij verbleef ook regelmatig in Kinrooi en Genk (waar Coosemans in 1876 ging wonen), de Ardennen en in Koksijde aan de Belgische kust. Hij ondernam nog korte reizen naar het buitenland: de Vogezen, Nice en San Remo, aan de Italiaanse Rivièra.

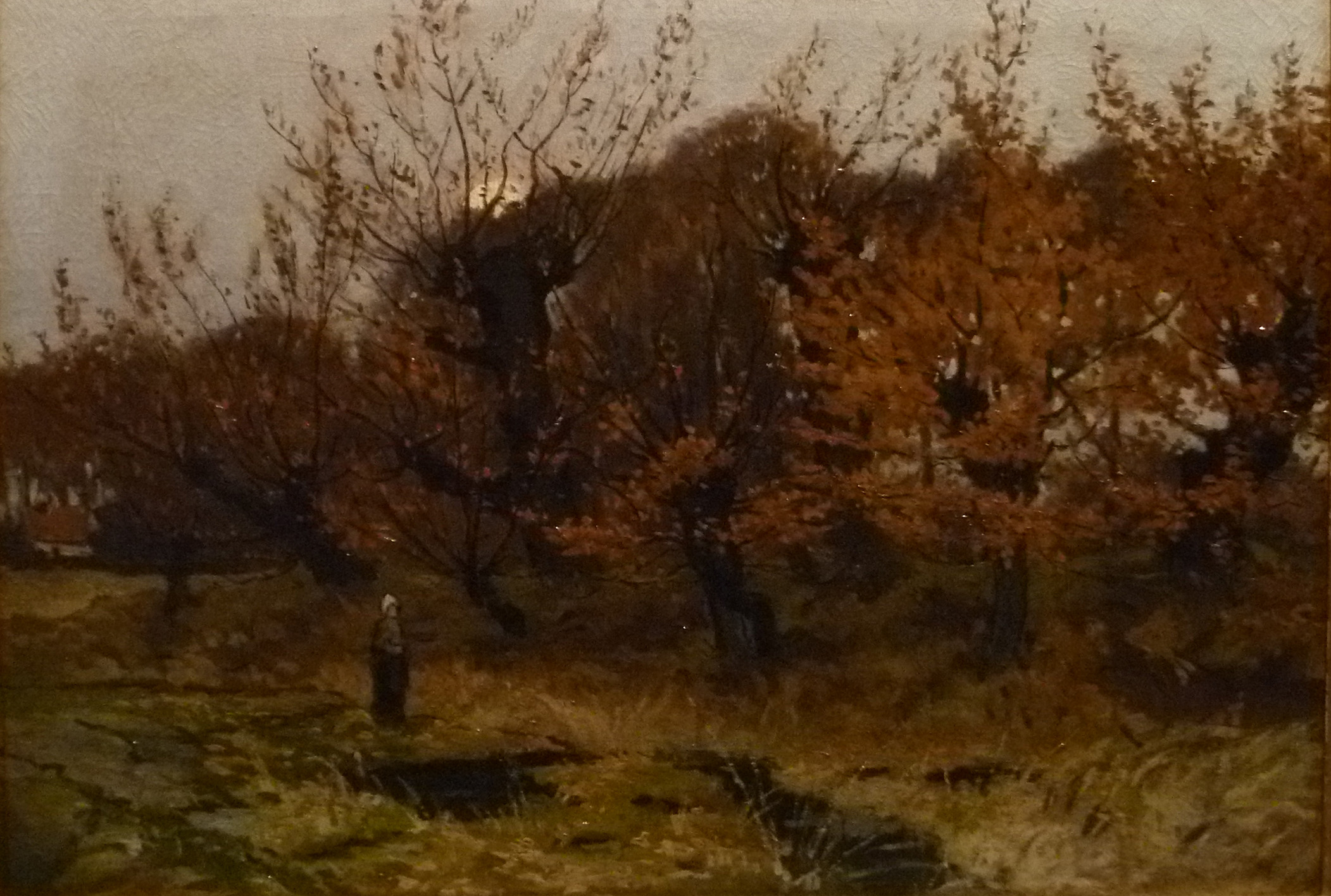
"Boomgaard" (bezit: Gemeentelijk Patrimonium Knokke-Heist)

Hij nam in 1880 deel met vier doeken aan de tentoonstelling “Historisch overzicht van de Belgische kunst”. Hij stelde ook nog verschillende malen tentoon in het Salon van Parijs en nam ook deel in 1910 aan de Universele en Internationale Tentoonstelling van Brussel.
Op het einde van zijn leven was zijn lumineus realisme, dat hij getrouw was gebleven, voorbijgestreefd door de vele nieuwe kunststromingen. Zijn officiële erkenning kreeg hij toen hij in 1881 benoemd werd tot officier in de Leopoldsorde, samen met Louis Artan de Saint-Martin, Théodore Baron en Adrien-Joseph Heymans en in 1896 tot officier in de Leopoldsorde. Hij ligt begraven op de oude begraafplaats van Ukkel (Dieweg), onder een groot monument van de beeldhouwer Ernest Salu.

## Schilderstijl en betekenis
Zijn oeuvre wordt gekenmerkt, zoals bij H. Boulenger, door de neiging zwaarmoedige landschappen met een eenvoudige opbouw te schilderen, bij voorkeur in zwaar bewolkte of duistere weersomstandigheden. Deze romantische benadering van de natuur maakt zijn stemmingslandschappen zwaar melancholisch en somber, geaccentueerd door de zware grijswaarden. Maar door zijn doorgedreven aandacht voor details, sluiten zijn doeken toch reeds aan bij de stroming van het realisme. In zijn beste doeken slaagt hij erin door zijn gedrevenheid en het spel met licht en schaduw de weg naar het impressionisme in te slaan. Een aantal van zijn werken uit de Ardennen, Limburg en Barbizon mogen bestempeld worden als meesterwerken.
In heel zijn loopbaan heeft hij slechts ongeveer 250 doeken geschilderd. De meeste werden aangekocht door musea (nu dikwijls in de reserve), maar er bevinden zich maar weinig in privébezit. Ook koning Leopold II heeft een werk van hem aangekocht. Hij kon niet leven van de verkoop van zijn doeken, maar hij was bemiddeld en kon zich het leven als kunstenaar veroorloven.
Er worden soms nog werken van hem geveild. Een klein werk, "Een dag aan zee", werd bij Christie's in Londen in 2009 verkocht voor 1.750 pond. De kunstveiling Horta in Brussel verkocht in april 2009 een werk voor 2.000 euro.

## Musea
Er bevinden doeken van hem in de musea van Brussel (Charlier museum, Koninklijke Musea voor Schone Kunsten van België), Antwerpen (Koninklijke Musea voor Schone Kunsten), Bergen (Musée des Beaux-Arts), Brugge (Stedelijke Musea), Charleroi (Musée des Beaux-Arts), Elsene (Museum van Elsene), Doornik (Musée des Beaux-Arts), Genk (Emile Van Dorenmuseum), Gent (Museum voor Schone Kunsten), Leuven, Luik, Tervuren (Museum Het Schaakbord), Verviers (Museum voor Schone Kunsten en Keramiek) en Amsterdam (Rijksmuseum).